# 東港鹽埔漁港
東港鹽埔漁港是位於台灣屏東縣東港鎮與新園鄉的漁業專用港口，為東港溪北岸的鹽埔漁港與南岸的東港漁港合稱，港口管理單位為農業部漁業署，將其歸為第一類漁港。該漁港是台灣南部最具規模之近海漁業漁港、也是遠洋漁業重鎮，重要性僅次於高雄前鎮漁港和基隆正濱漁港，位居台灣第3。

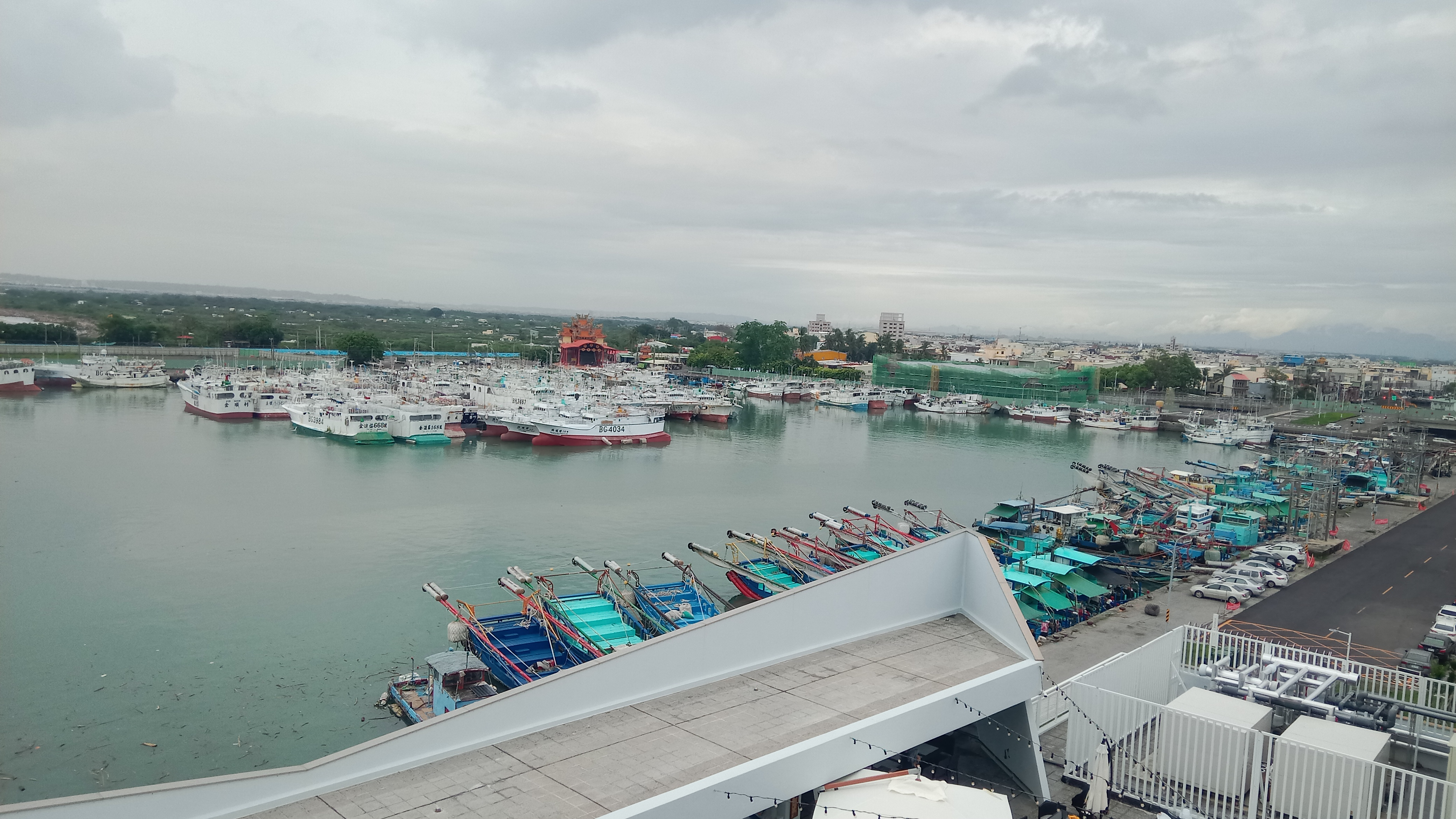
2024年8月的鹽埔漁港

## 概要
東港鹽埔漁港面鄰巴士海峽、位在東港溪出海口的兩側，東岸為東港漁港、西岸是鹽埔漁港，目前兩港行政上已合併為一個漁港兩個泊區。早在日治時代就已經是商漁船的駐泊地，之後，因東港溪水勢減弱，導致泥沙淤積，使得港務功能尚失而逐漸沒落；近期政府為推動漁業發展，遂整修漁港、同時發展觀光產業、目前東港成為全國的「黑鮪魚」供應地之一。

## 略史

### 東港泊區
- 日治時代：商漁船的駐泊地。
- 1951年底：東港泊區的碼頭、防波提、泊地等工程開工。
- 1960年：東港泊區興建工程初步完成、已具規模。
- 1980年：「第一期台灣漁港建設方案」施行。
- 1987年：第一期增建碼頭、護岸、防波提工程完工。
- 1988年：「第二期台灣漁港建設方案」施行。
- 1996年：第二期計畫，南防波堤、深水碼頭完工。
- 1997年：「第三期台灣漁港建設方案」施行。
- 2003年：第三期計畫完工。

### 鹽埔泊區
- 1984年：鹽埔泊區的碼頭、防波提、泊地等、第一期工程開工。
- 1987年：第二期計畫預算編列。
- 1988年：「第二期台灣漁港建設方案」施行。
- 1996年：第二期計畫，突提、碼頭完工。
- 1991年：增建突堤、北側船隻航道擴寬。
- 2008年2月：鹽埔泊區完工啟用通航典禮活動。
- 2020年：東港泊區發展趨近飽和後屏東縣政府啟動「鹽埔漁港規劃客貨運專區建設計畫」，將興建鹽琉線船運服務中心擴大鹽琉線客運量，加以紓解壅塞的東琉線。

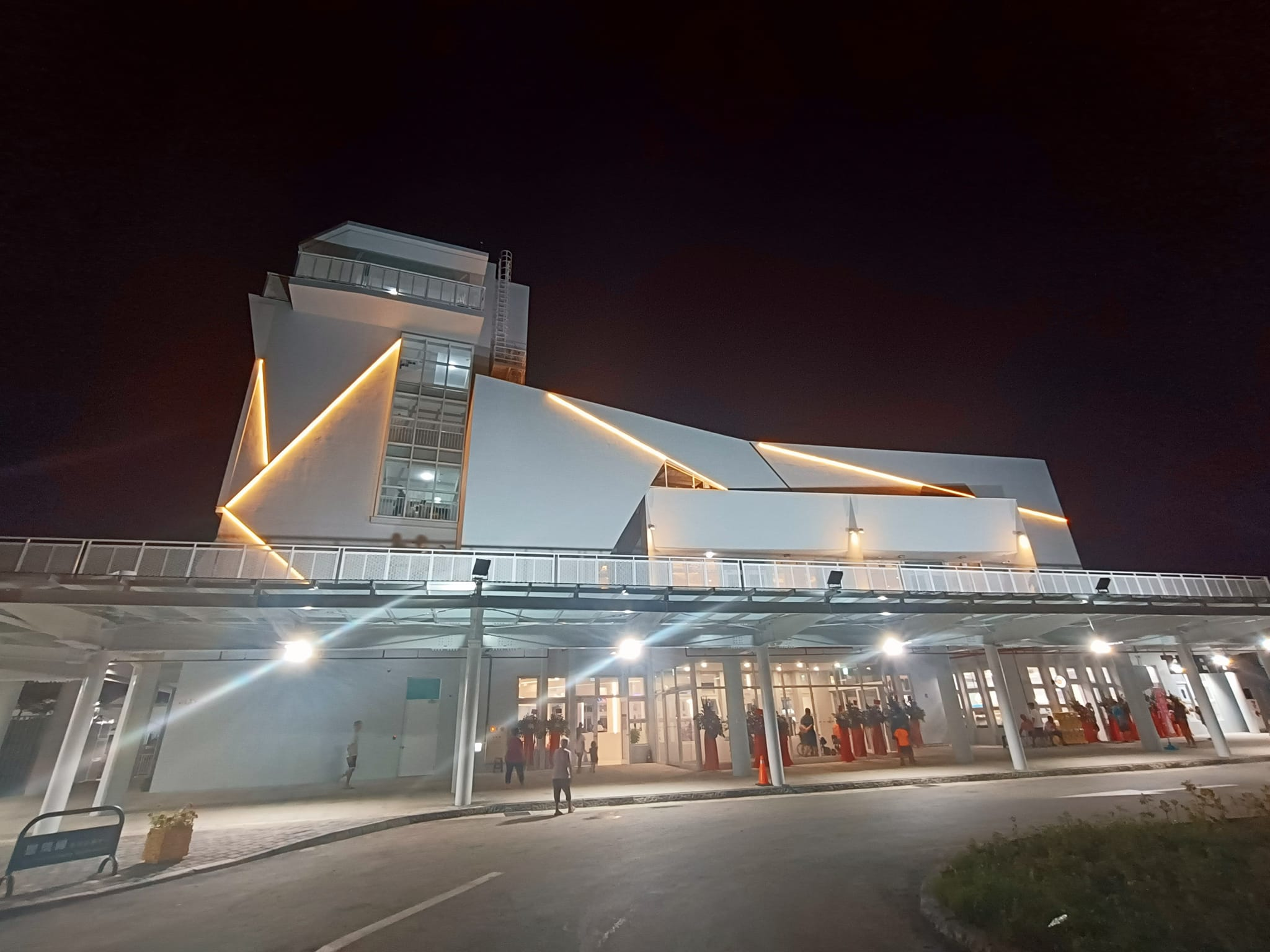
重新整建的鹽埔漁港.jpg

- 2024年8月：新客貨運專區整建完成。

## 港灣概況

### 東港泊區
- 位於東港鎮
- 港口泊地面積14.26公頃（含內泊地10.8公頃）
- 碼頭3543公尺
- 港口水深3～4.5公尺

### 鹽埔泊區
- 位於新園鄉
- 港口泊地面積11.6公頃
- 碼頭1634公尺
- 港口水深 -3公尺

### 其他
- 年漁獲量31047 M.T.
- 年漁產價值2865884 NT
- 年底港籍漁船數1455艘
- 漁獲種類 鮪魚、旗魚、櫻花蝦、鬼頭刀、鯛魚等